# Körfuknattleiksdeild Höttur
El Körfuknattleiksdeild Höttur (traducido literalmente como Sección de Baloncesto Höttur), conocido como Höttur o Höttur Egilsstaðir, es la sección de baloncesto masculino del Íþróttafélagið Höttur. Tiene su sede en la localidad de Egilsstaðir, situada en el nordeste de Islandia, en la región de Austurland. Actualmente juega en la Domino's deildin tras lograr el ascenso.

## Historia
El Höttur consiguió el ascenso por primera vez a la Úrvalsdeild karla en 2005, tras vencer al Valur en las finales de ascenso de la 1. deild karla 2004-2005.
Terminó último la temporada 2005-06 de la Úrvalsdeild karla, con 3 victorias en 22 partidos, descendiendo automáticamente a la 1. deild karla.
El Höttur fue campeón de la 1. deild karla y por tanto ascendió de nuevo a la Úrvalsdeild karla en 2015, 2017 y 2020.

## Palmarés
- 1. deild karla (Segunda categoría)

Campeones (3): 2015, 2017, 2020